# Lubbock (Texas)
Lubbock ist die elftgrößte Stadt des US-Bundesstaates Texas und Sitz der Countyverwaltung (County Seat) des Lubbock Countys. Das U.S. Census Bureau hat bei der Volkszählung 2020 eine Einwohnerzahl von 257.141 ermittelt. Sie liegt im Nordwesten des Staates in einer Region, die früher als Llano Estacado bekannt war.

## Geschichte
Das County wurde 1876 gegründet, der Ort 1890. Benannt wurden beide nach Thomas Saltus Lubbock, einem Oberst der Armee der Konföderierten Staaten von Amerika und Texas Ranger.
Lubbock fungiert als Wirtschaftszentrum („economic hub“, daher der Spitzname „Hub City“) der landwirtschaftlich geprägten Region South Plains, des größten zusammenhängenden Baumwollanbaugebietes der Welt. Aufgrund des trockenen Klimas ist eine intensive Bewässerung der Plantagen notwendig, das Wasser hierfür wird aus dem Ogallala-Aquifer hochgepumpt.
Seit 1983 ist die Stadt Sitz des römisch-katholischen Bistums Lubbock. Die Hauptkirche ist die Kathedrale Christ the King (Christkönig).

## Verkehr

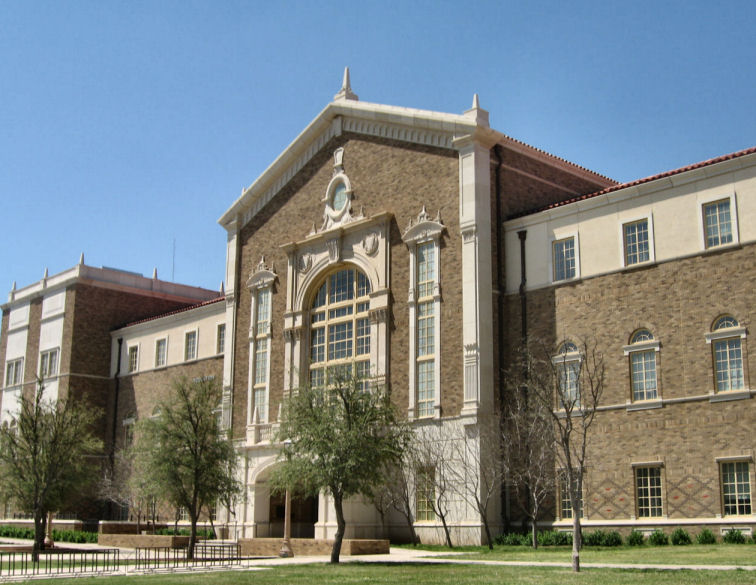
Texas Tech University

Der Lubbock Preston Smith International Airport verbindet die Stadt mit Denver, Dallas, Houston, Austin und Las Vegas. Bedeutendster Highway ist die Interstate 27, die Lubbock mit Amarillo verbindet.
Der öffentliche Nahverkehr läuft über Linienbusse.

## Hochschulen
- Lubbock Christian University
- Texas Tech University
- Texas Tech University School of Law
- Texas Tech University Health Sciences Center

## Söhne und Töchter der Stadt
- Helen Wagner (1918–2010), Schauspielerin
- William Francis McBeth (1933–2012), Komponist und Dirigent
- Buddy Holly (1936–1959), Rock-’n’-Roll-Musiker und -Komponist
- Kenneth Copeland (* 1936), Fernsehprediger (Televangelist) und Gründer der Kenneth Copeland Ministries
- Joe „Sonny“ West (1937–2022), Rockabilly-Sänger
- Don Bowman (1937–2013), Country-Musiker, Komiker, Radiomoderator und Songschreiber
- Joe B. Mauldin (1940–2015), Bassist der amerikanischen Rock-’n’-Roll-Band The Crickets
- Delbert McClinton (* 1940), Musiker, Komponist und mehrfacher Grammy-Award-Gewinner
- Jo Harvey Allen (* 1942), Schauspielerin und Autorin
- Mac Davis (1942–2020), Country-Musiker und Songschreiber
- Terry Allen (* 1943), Country-Sänger und Songschreiber
- Mickey Leland (1944–1989), Politiker, Mitglied im US-Repräsentantenhaus
- Butch Hancock (* 1945), Singer-Songwriter
- Angela Strehli (* 1945), Bluessängerin und Songautorin
- Don Whittington (* 1946), Rennfahrer
- Bill Whittington (1949–2021), Rennfahrer
- Frank Klotz (* 1950), Generalleutnant der United States Air Force
- Lloyd Maines (* 1951), Musikproduzent und Multiinstrumentalist
- Jack Wisdom (* 1953), Physiker
- Brad Leland (* 1954), Schauspieler
- Jürgen Bergener (* 1961), deutsch-US-amerikanischer Fußballkommentator
- Orlin Norris (* 1965), Boxer
- Sean Stewart (* 1965), Science-Fiction- und Fantasy-Autor
- Terry Norris (* 1967), Boxer
- Conrad Vernon (* 1968), Regisseur, Drehbuchautor, Animator und Synchronsprecher
- James Duncan Davidson (* 1970), Softwareentwickler
- Marc Schneider (* 1977), Ruderer
- Natalie Maines (* 1974), Country-Sängerin („Dixie Chicks“)
- Daniel Santiago (* 1976), Basketballspieler der NBA
- Tyla Wynn (* 1982), Pornodarstellerin
- Chace Crawford (* 1985), Filmschauspieler
- Justin Olsen (* 1987), Bobsportler
- Omo Osaghae (* 1988), Hürdenläufer
- Ryan Tannehill (* 1988), American-Football-Spieler
- Trae Young (* 1998), Basketballspieler
- Jarrett Culver (* 1999), Basketballspieler
- Monty Holmes, Country-Sänger und Songschreiber

Ehrenbürger:
- Hans Sennholz (1922–2007), deutscher Ökonom und US-Hochschullehrer, bedeutender Vertreter der (Österreichischen Schule der) Volkswirtschaftslehre

## Klimatabelle
|                       | Jan  | Feb  | Mär  | Apr  | Mai  | Jun  | Jul  | Aug  | Sep  | Okt  | Nov  | Dez  |   |       |
| Mittl. Tagesmax. (°C) | 11,6 | 14,2 | 18,9 | 24,1 | 28,4 | 32,2 | 33,3 | 32,0 | 28,3 | 23,7 | 17,3 | 12,3 | ⌀ | 23,1  |
| Mittl. Tagesmin. (°C) | −4,1 | −1,9 | 2,4  | 8,2  | 13,2 | 17,9 | 20,0 | 19,0 | 15,2 | 8,9  | 2,5  | −2,7 | ⌀ | 8,3   |
|                       |      |      |      |      |      |      |      |      |      |      |      |      |   |       |
| Niederschlag (mm)     | 9,9  | 17,3 | 22,6 | 24,6 | 59,7 | 69,8 | 60,2 | 63,8 | 66,0 | 47,2 | 19,0 | 13,5 | Σ | 473,6 |
|                       |      |      |      |      |      |      |      |      |      |      |      |      |   |       |
| Regentage (d)         | 2,1  | 3,1  | 3,3  | 3,4  | 5,2  | 5,6  | 5,3  | 5,8  | 5,2  | 3,8  | 2,5  | 3,0  | Σ | 48,3  |

| −4,1 |

| −1,9 |

| 2,4 |

| 8,2 |

| 13,2 |

| 17,9 |

| 20,0 |

| 19,0 |

| 15,2 |

| 8,9 |

| 2,5 |

| −2,7 |

| −4,1 |

| −1,9 |

| 2,4 |

| 8,2 |

| 13,2 |

| 17,9 |

| 20,0 |

| 19,0 |

| 15,2 |

| 8,9 |

| 2,5 |

| −2,7 |